# Team Mascot Workwear
Team Mascot Workwear var et dansk cykelhold som kørte som et DCU Elite juniorteam. Holdet blev oprettet i 2015 af Silkeborg IF Cykling, CK Djurs og Middelfart Cykel Club.
Efter to sæsoner forlod Middelfart samarbejdet, og efter 2017-sæsonen forlod også CK Djurs holdet. Siden har Silkeborg IF stået alene med ansvaret for holdet, båret af den lokale hovedsponsor Mascot. Holdet lukkede ved udgangen af 2024.

## Holdet

### 2024
| Trup 2024               | Trup 2024          | Trup 2024                         | Trup 2024 |
| Rytter                  | Fødselsdag         | Seneste hold                      |           |
| ----------------------- | ------------------ | --------------------------------- | --------- |
| Nicolai Koldby Andersen | 21. januar 2006    | Cykle Klubben Aarhus (2022)       |           |
| Lucca Bennetzen         | 23. marts 2007     | Racing Bjerringbro (2023)         |           |
| Magnus Carstensen       | 1. januar 2006     | Cykle Klubben Aarhus (2022)       |           |
| Andreas van den Hoorn   | 14. september 2006 | Vifra Kvickly Odder Junior (2023) |           |
| Victor Johannsen        | 2. juli 2006       | Silkeborg IF Cykling (2022)       |           |
| Otto Schultz Jølving    | 25. september 2006 | Middelfart Cykel Club (2022)      |           |
| Anders Nytofte Petersen | 24. juli 2006      | Horsens Amatør Cykleklub (2022)   |           |
| Matias Søndergaard      | 4. januar 2006     | Silkeborg IF Cykling (2022)       |           |
| Oscar Vosgerau          | 7. december 2006   | Vifra Kvickly Odder Junior (2023) |           |
|                         |                    |                                   |           |
| Kilde: ProCyclingStats  |                    |                                   |           |

### 2023
| Trup 2023                    | Trup 2023          | Trup 2023                       | Trup 2023 |
| Rytter                       | Fødselsdag         | Seneste hold                    |           |
| ---------------------------- | ------------------ | ------------------------------- | --------- |
| Nicolai Koldby Andersen      | 21. januar 2006    | Cykle Klubben Aarhus (2022)     |           |
| Magnus Carstensen            | 1. januar 2006     | Cykle Klubben Aarhus (2022)     |           |
| Victor Johannsen             | 2. juli 2006       | Silkeborg IF Cykling (2022)     |           |
| Andreas Krogh Jensen         | 26. februar 2005   | Sønderborg Cykle Klub (2021)    |           |
| Otto Schultz Jølving         | 25. september 2006 | Middelfart Cykel Club (2022)    |           |
| Nikolaj Ankerstjerne Klausen | 21. november 2006  | Herning Cykle Klub (2022)       |           |
| Matias Søndergaard           | 4. januar 2006     | Silkeborg IF Cykling (2022)     |           |
| Anders Nytofte Petersen      | 24. juli 2006      | Horsens Amatør Cykleklub (2022) |           |
|                              |                    |                                 |           |
| Kilde: ProCyclingStats       |                    |                                 |           |

### 2022
| Trup 2022                | Trup 2022         | Trup 2022                    | Trup 2022 |
| Rytter                   | Fødselsdag        | Seneste hold                 |           |
| ------------------------ | ----------------- | ---------------------------- | --------- |
| Morten Bjerre Toftegård  | 21. februar 2005  | Silkeborg IF Cykling (2021)  |           |
| Malte Hellerup           | 7. april 2004     | Aalborg Cykle-Ring (2020)    |           |
| Toke Lihn                | 25. marts 2005    | Cykle Klubben Aarhus (2021)  |           |
| Frederik Lykke           | 1. april 2004     | Silkeborg IF Cykling (2020)  |           |
| Sebastian B. Søndergaard | 23. maj 2005      | Silkeborg IF Cykling (2021)  |           |
| Frederik Nørtoft         | 16. december 2004 | Give Cykelklub (2021)        |           |
| Rasmus Perto             | 4. juni 2004      | Cykle Klubben Aarhus (2020)  |           |
| Andreas Krogh Jensen     | 26. februar 2005  | Sønderborg Cykle Klub (2021) |           |
| Anders Vos Sørensen      | 11. marts 2004    | Nr. Søby Cykelklub (2020)    |           |
|                          |                   |                              |           |
| Kilde: ProCyclingStats   |                   |                              |           |